# Juan Antonio Vallejo-Nágera
Juan Antonio Vallejo-Nágera Botas (Oviedo, 14 de noviembre de 1926-Madrid, 13 de marzo de 1990) fue un psiquiatra y escritor español.

## Biografía
Es hijo de Antonio Vallejo-Nájera, psiquiatra y militar que dirigió los servicios psiquiátricos del bando sublevado durante la guerra civil española y desempeñó la primera cátedra de psiquiatría en la universidad española. 
Juan Antonio Vallejo-Nágera había iniciado sus estudios universitarios en la Facultad de Medicina de Madrid a la edad de 16 años (1943). Obtiene su Licenciatura en Medicina en el año 1949 con un total de veintiocho matrículas de honor, obteniendo el grado de licenciado con sobresaliente y el Grado de Doctor con la calificación de Cum Laude en 1954. Su tesis doctoral Epilepsia y Catatonia Audiógena de la rata blanca recibe el premio de la Real Academia Nacional de Medicina a la mejor Tesis Doctoral del año.
En 1955, la Real Academia Nacional de Medicina le elige como Académico y le otorga la Medalla de Plata por su trabajo Las neurosis infantiles. En 1953 obtiene por concurso-oposición la plaza de Jefe de Sección de Psiquiatría e Higiene Mental en el Instituto Provincial de Sanidad, con función de Director, y en 1956 obtiene la plaza de Director del Hospital Psiquiátrico Nacional de Leganés (Madrid). En 1957 gana por oposición las plazas de Catedrático de Psiquiatría y Psicopatología de la Facultad de Medicina (Universidad Complutense), director del Instituto Nacional de Pedagogía Terapéutica y del Centro de Investigaciones Psiquiátricas de Madrid.
En 1957 contrae matrimonio con María Victoria Zóbel de Ayala y Pfitz, sobrina del pintor hispano-filipino Fernando Zóbel, creador y principal promotor del museo de Arte Abstracto de Cuenca, pertenecientes a una de las más opulentas familias de Filipinas. El 6 de mayo de 1958 nace su primera hija Alejandra Vallejo-Nágera. Dos años después nace su segundo hijo, Íñigo Vallejo-Nájera, y tres años más tarde su hija María Vallejo-Nájera.
El 17 de julio de 1969 se le concede la Gran Cruz de la Orden Civil de Sanidad.
En 1972 es nombrado Director del Centro de Investigaciones Psiquiátricas y Docentes del PANAP, posteriormente denominado Centro de Salud Mental de Madrid.
Destacó como médico tanto en las facetas clínica como didáctica.
Entre sus aficiones destacó como encuadernador, actividad en la que llegó a ser reconocido internacionalmente, y como pintor de estilo naif. Como escritor cultivó el ensayo, la divulgación, la biografía, la ficción inspiradas en sus experiencias como psiquiatra y la novela histórica.
En el año 1974 abandonó la docencia, concentrándose en su carrera de escritor. Según cuenta en su autobiografía, el ambiente contestatario de la universidad de los años 70, empapado de la lucha sociopolítica del final de la dictadura, le resultaba desagradable y decepcionante.
En 1985 ganó el Premio Planeta con la novela histórica Yo, el rey, lo que confirmó su consagración como literato, conferenciante y divulgador de temas médicos.

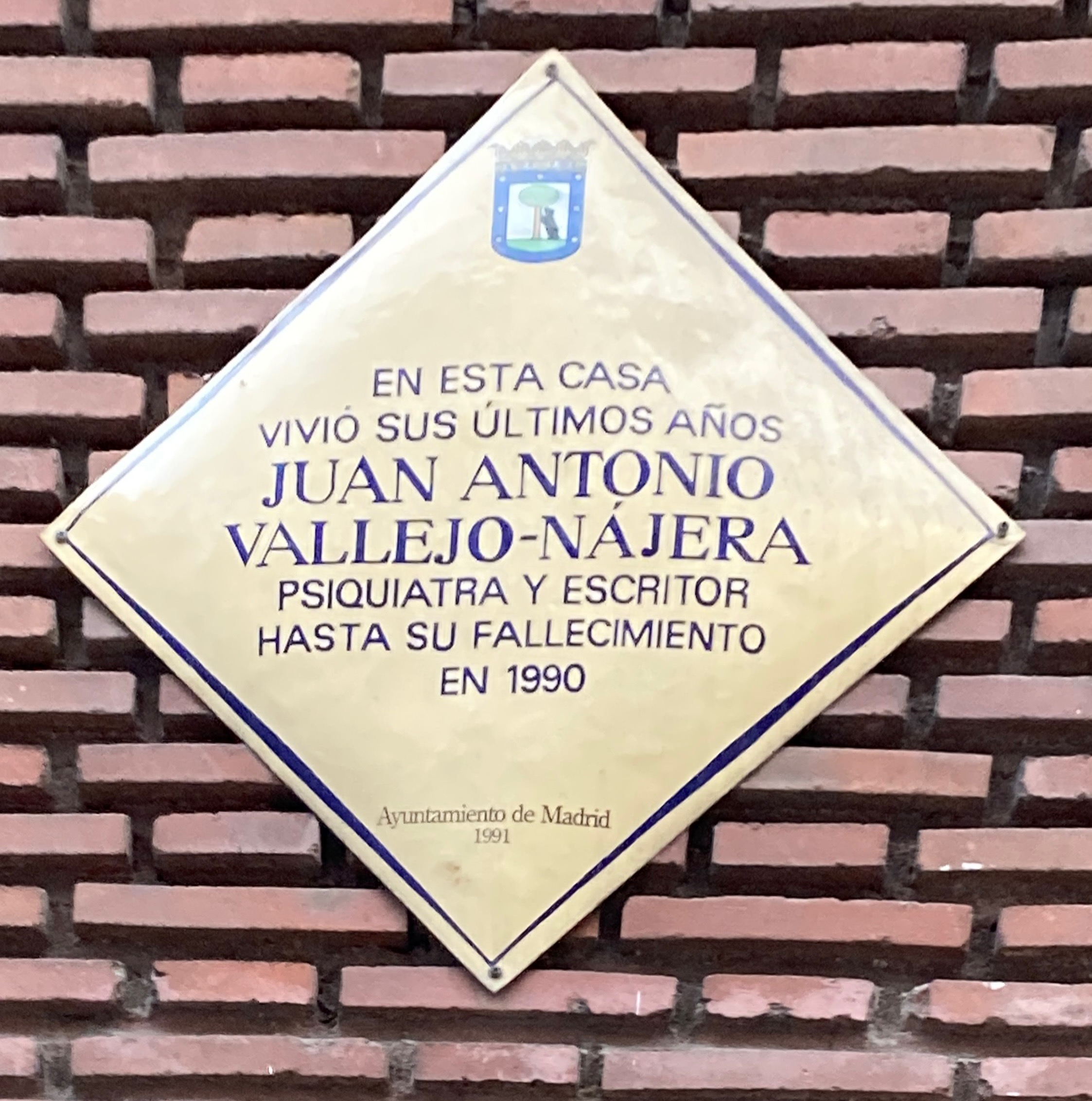
Placa en la casa de Vallejo-Nágera

Muere a causa de un cáncer de páncreas el 13 de marzo de 1990. Vallejo-Nágera elige al escritor José Luis Olaizola para que, juntos, recogiesen la experiencia de su muerte; el resultado de este común esfuerzo se plasma en la obra La Puerta de la Esperanza, que ha sido traducida a más de veinte idiomas.

## Obras
- Vallejo-Nájera, Juan Antonio (2001). Ante la depresión. Editorial Planeta. ISBN 978-84-08-03781-1.
- — (1963 - 1977). Introducción a la Psiquiatría. Barcelona: Editorial Científico Médica. ISBN 978-84-224-0483-5.
- — (1990). Aprender a hablar en público hoy. Editorial Planeta. ISBN 978-84-080-2730-0.
- — (1991). Color en un mundo gris y otros artículos. Ediciones Temas de Hoy. ISBN 978-84-7880-131-2.
- — (1997). Concierto para instrumentos desafinados. Editorial Planeta. ISBN 978-84-08-02156-8.
- — (2006). Conócete a ti mismo: los grandes problemas psicológicos de nuestro tiempo. Ediciones Temas de Hoy. ISBN 978-84-8460-467-9.
- — (2006). Guía práctica de psicología: cómo afrontar los problemas de nuestro tiempo. Ediciones Temas de Hoy. ISBN 978-84-8460-472-3.
- — (1982). El ingenuismo en España. Fundación Pedro Barrié de la Maza, Conde de Fenosa. ISBN 978-84-85728-11-4.
- — (1958). Lecciones de Psiquiatría. Editorial Científico-Médica. ISBN 978-84-224-0024-0.
- — (2002). Locos egregios. Editorial Planeta. ISBN 978-84-08-04460-4.
- — (1995). Mi mundo. Ediciones Temas de Hoy. ISBN 978-84-7880-509-9.
- — (1995). Mishima o el placer de morir. Editorial Planeta. ISBN 978-84-08-01296-2.
- — (1975). Naifs Españoles Contemporáneos. Mas Actual. ISBN 978-84-400-9199-4.
- — (1996). Perfiles humanos. Planeta-De Agostini. ISBN 978-84-395-4578-1.
- — (1987). Úlcera gastroduodenal en los personajes de la historia, la. Ediciones Doyma. ISBN 978-84-7592-128-0.
- — (1999). Vallejo y yo. Editorial Planeta. ISBN 978-84-08-03269-4.
- — (1997). Yo, el intruso. Planeta-De Agostini. ISBN 978-84-395-5966-5.
- — (2004). Yo, el rey. Planeta-De Agostini. ISBN 978-84-674-0924-6.
- — (1999). La puerta de la esperanza. Editorial Planeta. ISBN 978-84-08-03246-5.